# Julie Bresset
Julie Bresset (* 9. Juni 1989 in Saint-Brieuc) ist eine französische Mountainbike-Radrennfahrerin und Olympiasiegerin in dieser Sportart (2012).

## Karriere
Mit neun Jahren begann Bresset mit dem Mountainbikesport, nachdem sie zuvor Tanzen und Gymnastik betrieb. Ihre erste Rennlizenz löste sie 1998 als Mitglied des Radsportvereins VTT Côtes d'Armor in Hillion. Später wechselte sie zur Equipe Breiz Mountain und wurde für dieses Team im Jahr 2007 französische MTB-Juniorenmeisterin.
2008 wurde Breiz Mountain ein UCI MTB Team und Bresset nahm nach ihrem Übertritt zur Altersklasse U23 mit diesem Team an ihren ersten Weltcup-Rennen teil.
Im Jahr 2010 wechselte sie zum Team BH-Suntour-Peisey Vallandry und wurde zum ersten Mal französische MTB-Meisterin in der Elitekategorie. Diesen Erfolg konnte sie 2011 und 2012 wiederholen.
2011 wurde sie Gesamtsiegerin der Welt-Cup-Serie im Cross-Country und beendete das Jahr auf Platz eins des UCI-World Rankings in dieser Disziplin bei den Frauen-Elite.
Bei den Olympischen Sommerspielen 2012 in London gewann sie die Goldmedaille beim Cross-Country-Rennen durch einen souveränen Start-Ziel-Sieg.
Bei den Mountainbikeweltmeisterschaften 2012 und 2013 gewann sie den Titel im Cross-Country.
Nachdem Bressot in der Saison 2017 aussetzte,. erklärte sie im November 2017 die Rückkehr in den Wettkampfsport mit dem Ziel der Teilnahme an den Olympischen Sommerspielen 2020.

## Sportliche Erfolge
| Datum/Jahr    | Rang | Wettbewerb                   | Austragungsort   | Zeit     | Bemerkung                                      |
| ------------- | ---- | ---------------------------- | ---------------- | -------- | ---------------------------------------------- |
| 11. Aug. 2012 | 1    | Olympische Sommerspiele 2012 | London           | 01:30:52 | Olympiasiegerin vor der Deutschen Sabine Spitz |
| 2011          | 1    | Mountainbike-Weltcup 2011    | Pietermaritzburg |          | Gesamtsiegerin Cross Country Olympic (XCO)     |

- Mountainbike-Weltmeisterschaften 2011: Staffel und Cross Country U23
- Mountainbike-Europameisterschaften 2011: Staffel und Cross Country U23
- Französische Meisterschaft Cross Country Elite 2010, 2011, 2012
- Französische Meisterschaft Cross Country U23: 2010, 2011
- Französische Meisterschaft Cross Country Juniorinnen: 2007